# 越姬
楚昭越姬，又稱越姬，越王勾踐之女，楚昭王的姬妾，楚惠王熊章的生母。

## 事蹟[1]
當昭王讌遊時，蔡姬、越姬隨侍在旁，昭王親自乘著馬車奔馳，登上附社之臺，望著雲霧。昭王見士大夫歡喜，便問蔡姬及越姬二人開心嗎，蔡姬回答開心。昭王又問現在在這一同開心享樂，未來是否願與自己一起死呢，蔡姬回答願生而同樂，死而共赴；越姬則回答「過去楚莊王淫樂三年，荒廢政事，後來改變此習，甚至稱霸一方。妾認為君能效法先君，將玩樂改成勤政，但現在不是如此，卻要姬妾跟隨而死，這像話嗎！且君用巾帛及馬匹將姬妾從母國迎來，娶之於太廟，不約而死。我從其他的諸姑聽說，婦女用死來表明與夫君的關係很好，反饋夫君的寵愛，苟且不曾聽聞過他們以聽從他的昏庸的死爲榮，因此我不敢聽命。」於是昭王醒悟，一邊聽從越姬的話，一邊親近寵愛的蔡姬。
楚昭王二十七年春（前489年），吳伐陳國，楚出軍迎救。十月，楚昭王病重，見到紅雲夾著太陽如飛鳥的天象。昭王派使者將此事告知周太史，周太史答道：「楚王身要遭禍事，不過可以將此像轉移到其他的將相之上。」諸將相請以身為禱，為王承禍，昭王不許，說：「將相於我如股肱，今天移禍到他們身上，豈不是斬斷自己的手腳呢？」當時越姬也在身旁，說：「偉大的君王德性啊！因此我願意跟隨王了。過去他沉溺淫歡，我不敢答應。當君王復行禮法時，全國的人皆為其而死，何況我呢！我願先到地下為君驅逐狐狸。」，王回復：「當時遊樂時我只是開玩笑而已，如果是真的有必死的決心的話，會顯得我的德行不佳。」，越姬：「過去我雖然嘴上不說，心裡卻已經答應了。過去聽聞有信者不辜負自己的心，有義者不虛設故事。今天我死在這是為了王的大義，而非王的喜好。」說完便自殺，不久後昭王也身死。

## 評價
列女傳頌曰：楚昭遊樂，要姬從死，蔡姬許王，越姬執禮，終獨死節，群臣嘉美，維斯兩姬，其德不比。
孔子稱謂越姬有信且能以死彰義。《詩經》曰：「德音莫違，及爾同死。」就是對越姬的讚謂。
呂坤曰。賢哉越姬。不可及矣。柔情暱好。生死為輕。此淫邪者之童心耳。越姬不死於情。而死於義。不死於言。而死於心。豈非貞信君子哉。